# Helmintiasis transmitida por el suelo
La helmintiasis transmitida por el suelo es un tipo de infección por helmintos (helmintiasis) causada por diferentes especies de lombrices intestinales. Es causada específicamente por aquellos gusanos que se transmiten por el suelo contaminado por material fecal y, por tanto, se denominan helmintos transmitidos por el suelo. Se pueden distinguir tres tipos de helmintiasis transmitida por el suelo: ascariasis, infección por anquilostomas e infección por tricocéfalos. Estos tres tipos de infección son causados por el gusano grande ascáride (Ascaris lumbricoides), los anquilostomas (Necator americanus y Ancylostoma duodenale) y por el tricocéfalo (Trichuris trichiura). 
Se ha convertido en la parasitosis más común de los seres humanos de todo el mundo. Según la última estimación, aproximadamente dos mil millones de personas (alrededor de un tercio de la población mundial) están infectadas y cuatro mil millones se encuentran en riesgo, superando incluso a la malaria, la enfermedad parasitaria más prevalente. La mayoría de los casos ocurren en las zonas rurales empobrecidas del África subsahariana, América del Sur, el Sudeste Asiático y China. El principal causante es la falta de saneamiento, como para la mayoría de las infecciones por helmintos. Por ejemplo: defecación al aire libre, falta de higiene (como lavarse las manos) y caminar descalzo en suelos contaminados. Se la considera una de las principales causas de deterioro intelectual y físico en todo el mundo.
A las infecciones helmínticas se las conoce por este nombre porque son transmitidas a través de la ingestión de huevos de nematodos en el suelo, que se encuentra contaminado por excrementos. Por lo tanto, esta enfermedad es más frecuente en climas cálidos y húmedos, donde el saneamiento, la higiene y los servicios de agua limpia son deficientes, incluyendo las zonas templadas durante los meses más cálidos. A la geohelmintiasis se la categoriza como una de las enfermedades tropicales más desatendidas, ya que causa gran sufrimiento y discapacidad, a pesar de que puede ser clínicamente tratada y es relativamente fácil de prevenir (principalmente a través de mejoras de saneamiento) pero, sin embargo, apenas se le ha prestado atención durante muchos años. Ahora se encuentra entre las enfermedades clave de la Declaración de Londres sobre las Enfermedades Tropicales Desatendidas (firmada el 30 de enero de 2012) que debe ser controlada o erradicada para el año 2020.
Las estrategias simples de prevención y control son el acceso a mejor saneamiento y educación sobre la higiene personal y la salud. 

## Tipos
Los helmintos transmitidos por el suelo son esencialmente los parásitos intestinales y sus huevos, que son liberados a través de las heces de personas infectadas en el suelo. Los huevos de ascáride y de anquilostoma se vuelven infecciosos según se van convirtiendo en larva en el suelo. La infección ocurre cuando se consumen las verduras y frutas contaminadas por huevos infestados del suelo, o cuando alguien se lleva a la boca las manos o los dedos contaminados por el suelo en el que se encuentran los huevos. Por otro lado, los huevos de anquilostoma no son directamente infecciosos. Se desarrollan en el suelo y liberan larvas que pueden penetrar la piel. De esta forma, la infección se produce por un contacto accidental con el suelo contaminado. 

### Ascariasis

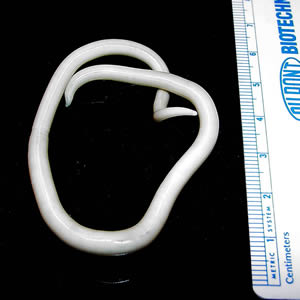
Ascaris lumbricoides

El causante de la ascariasis es el Ascaris lumbricoides. Se estima que es la forma más común de geohelmintiasis y que afecta aproximadamente a mil millones de personas. Las víctimas constituyen aproximadamente la mitad de la población en las zonas tropicales y subtropicales. La mayoría de los casos son leves y los síntomas suelen ser escasos o inexistentes. Sin embargo, las infecciones graves pueden ser debilitantes y causar obstrucción intestinal y afectar al crecimiento de los niños. Los niños más infectados suelen ser los que sufren desnutrición, siendo el grupo de edad más común de 3 a 8 años, con aproximadamente 20.000 muertes anuales. Los niños son más susceptibles por su exposición frecuente a entornos contaminados, como cuando juegan, comen verduras o frutas crudas y beben aguas residuales.

### Anquilostomiasis

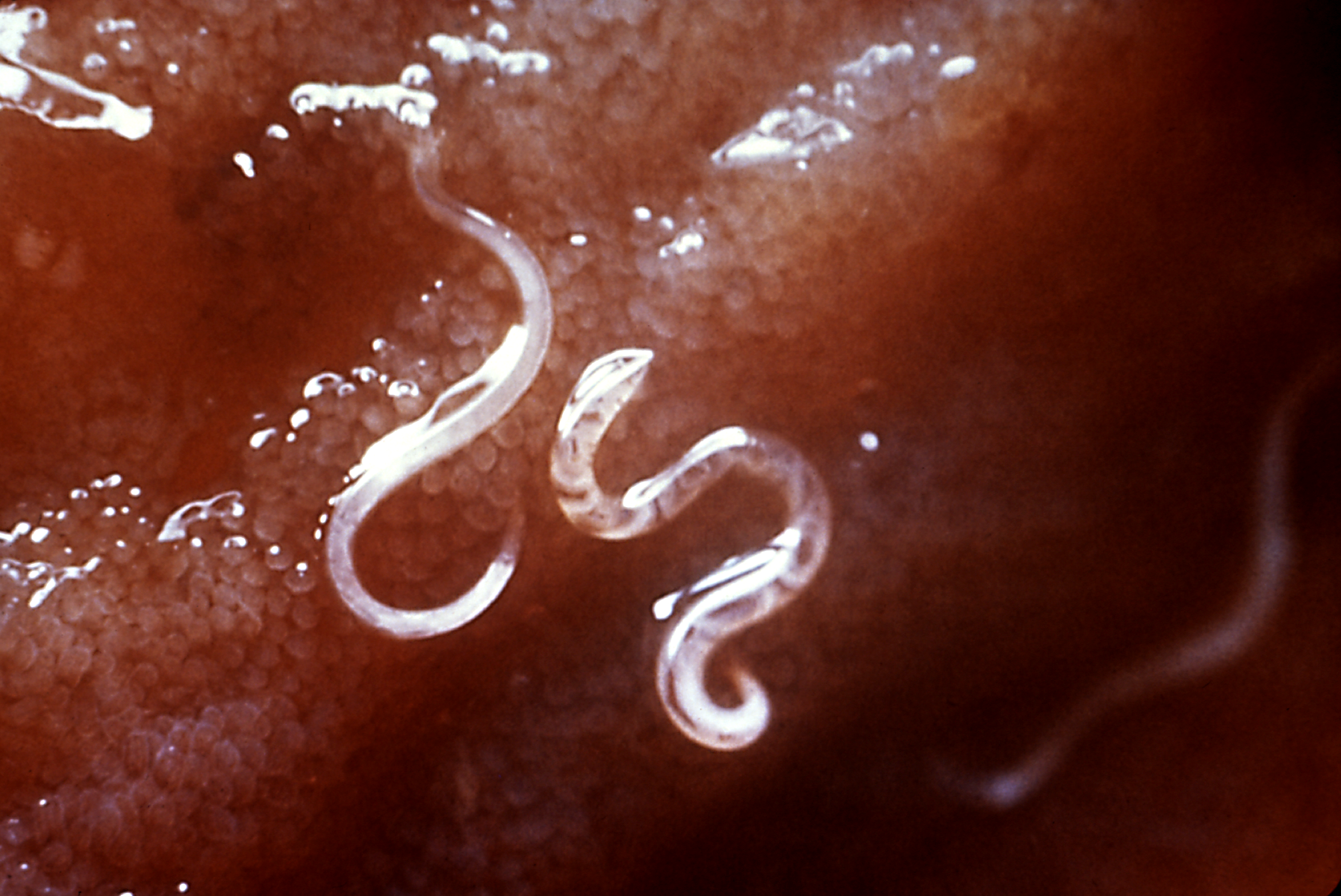
Anquilostoma

Los causantes de la anquilostomiasis son los Necator americanus y los Ancylostoma duodenale. Las infecciones leves causan diarrea y dolor abdominal. Las infecciones más graves pueden causar problemas de salud serios en recién nacidos, niños, mujeres embarazadas y adultos desnutridos. De hecho, constituye la principal causa de anemia y deficiencia proteica en países en desarrollo, afectando aproximadamente a 740 millones de personas. El Necator americanus es el anquilostoma más común, mientras que el Ancylostoma duodenale está más restringido geográficamente. Al contrario que en otras geohelmintiasis, en las cuales los más afectados son los niños en edad escolar, las infecciones graves de anquilostomiasis afectan principalmente a adultos, sobre todo mujeres. Se estima que hay aproximadamente 44 millones de mujeres embarazadas están infectadas. La enfermedad causa efectos adversos graves tanto en la madre como en el niño, como bajo peso al nacer, alteración de la producción de leche y aumento del riesgo de mortalidad.

### Tricuriasis

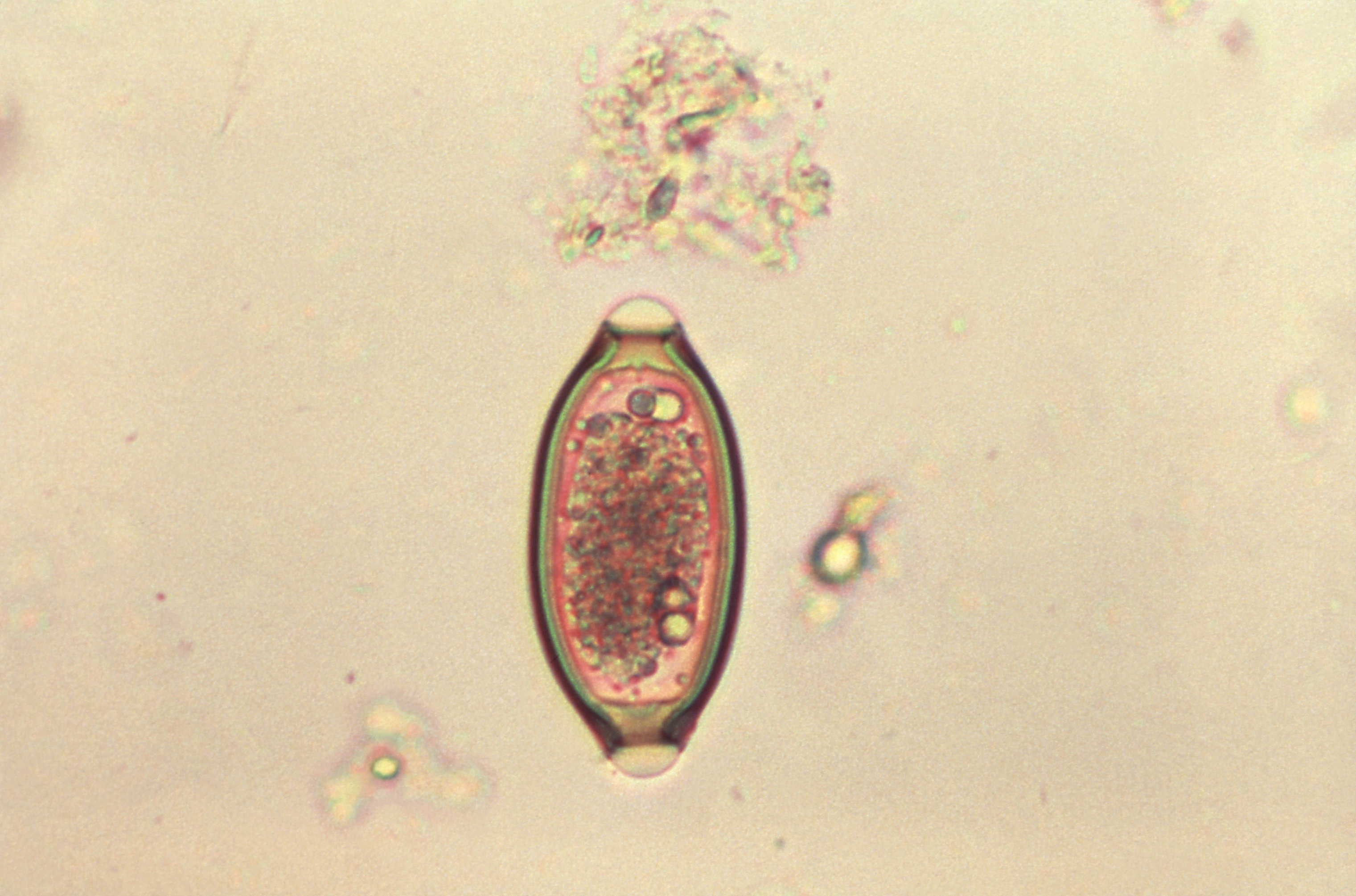
Huevo de Trichuris trichiura

El tricocéfalo (Trichuris trichiura) es el tercer causante más común de geohelmintiasis en humanos. Según las estimaciones actuales, aproximadamente 800 millones de personas están infectadas y la mayoría son niños. Las infecciones graves pueden causar síntomas agudos como diarrea y anemia y síntomas crónicos como retraso de crecimiento y deterioro del desarrollo cognitivo. Algunas enfermedades pueden ser más serias, ya que resulta común la coinfección con parásitos protozoarios, como la Giardia y la Entamoeba histolytica y otros nemátodos. La tricuriasis es una enfermedad tropical de países en desarrollo, y es bastante común en los Estados Unidos. 

## Signos y síntomas
Los síntomas solo son evidentes cuando la intensidad de la infección es relativamente alta. Por lo tanto, la cantidad de resultados negativos es directamente proporcional al número de gusanos, ya que cuantos más gusanos, mayor gravedad de la enfermedad. 

### Información general
La mayoría de casos de geohelmintiasis tienen una carga de gusanos pequeña y no muestran síntomas discernibles. Sin embargo, las infecciones graves causan una serie de problemas de salud, como dolor abdominal, diarrea, pérdida de sangre y proteína, prolapso rectal y deterioro mental y físico. Una ascariasis grave suele ser como una neumonía, ya que las larvas invaden los pulmones, lo cual produce fiebre, tos y disnea durante la fase inicial de la infección. Una anquilostomiasis puede causar una reacción cutánea (dermatitis), un aumento de los glóbulos blancos (eosinófilos), una reacción pulmonar (neumonitis) y un sarpullido (urticaria). Un síntoma común es la anemia ferropénica causada por la pérdida de sangre. 

### Desnutrición
La geohelmintiasis se suele asociar a la desnutrición en niños debido a que empeora su estado nutricional de diversas formas. Los gusanos pueden causar sangrado intestinal, competición por los nutrientes (malabsorción de los nutrientes), anemia y diarrea. Los helmintos transmitidos por el suelo también pueden causar pérdida del apetito. Estos efectos nutricionales de la geohelmintiasis pueden tener un gran impacto en el desarrollo físico y mental de los niños. En países endémicos, las comunidades permanecen suprimidas debido a la malnutrición, las discapacidades cognitivas y la debilidad física que causan las infecciones graves.

## Diagnóstico
Para los diagnósticos simples, normalmente se pueden identificar helmintos concretos en las heces, y sus huevos pueden ser examinados microscópicamente y enumerados utilizando el método de recuento de huevos en las heces. Sin embargo, existen ciertas limitaciones, como la incapacidad de identificar infecciones mixtas y, en la práctica clínica, esta técnica es imprecisa y poco fiable.
Un nuevo método eficaz para el análisis de huevos es la técnica de Kato-Katz. Se trata de un método rápido y altamente eficaz para detectar A. lumbricoides y T. trichiura; sin embargo, no para detectar los anquilostomas, posiblemente debido a la rápida degeneración de sus delicados huevos.

## Prevención
Las medidas de control y prevención para prever la infección por helmintiasis transmitida por el suelo son las siguientes: acceso a servicios de agua potable para uso personal y doméstico, mejorar el acceso al saneamiento (incluyendo el uso de inodoros limpios para todos los miembros de la comunidad), educación sobre higiene personal (como el lavado de manos y la preparación higiénica de alimentos); eliminar el uso de heces humanas sin tratar como fertilizante.

## Tratamiento
La Organización Mundial de la Salud recomienda albendazol o mebendazol para su tratamiento.

### Tratamiento masivo con medicamentos
Una de las estrategias para controlar esta enfermedad en las áreas en las que es común es el tratamiento de grupos completos de personas, sin importar si tienen síntomas, a través del tratamiento en masa con medicamentos. La Organización Mundial de la Salud recomienda el tratamiento en masa para todos los grupos de alto riesgo en las comunidades endémicas, sobre todo para las mujeres en edad fértil, los niños en edad preescolar y escolar. El tratamiento en masa también se puede administrar a mujeres embarazadas en su segundo o tercer trimestre, así como a las lactantes. A esto se le conoce como desparasitación masiva. Mientras que los análisis y los tratamientos para los niños infectados parecen ser eficaces, hay pruebas significativas que concluyen que la desparasitación rutinaria, a falta de un resultado positivo, no mejora la nutrición, la hemoglobina, la asistencia a la escuela o el rendimiento escolar. 
Por esta razón, los bencimidazoles de amplio espectro, como el mebendazol y el albendazol, son los medicamentos que más recomienda la OMS. Estos antihelmínticos se administran a través de una dosis única y son seguros, relativamente baratos y eficaces durante varios meses. El mebendazol puede ser administrado en una única dosis dos veces al día durante tres días consecutivos. El albendazol se administra en una dosis única. La OMS recomienda el tratamiento anual en áreas donde entre el 20 % y el 50 % de la población está infectada, y dos veces al año si se trata de más del 50 %. En áreas donde el riesgo es bajo (menos del 20 % de personas infectadas), se recomienda el tratamiento caso por caso. Además de estas opciones, el pamoato de pirantel también es eficaz contra la ascáride. Sin embargo, se ha descubierto que el albendazol, el mebendazol y el pamoato de pirantel no son eficaces en su totalidad contra T. trichiura con dosis orales únicas a través del control poblacional.

### Medicamentos para personas con otras enfermedades
En casos de coinfección, se preconiza el tratamiento combinado con ivermectina y dietilcarbamazina. Sin embargo, la coinfección con malaria y VIH, sobre todo en mujeres africanas, no responde adecuadamente a los tratamientos combinados actuales. En los casos de tricuriasis, es más preocupante que los medicamentos recomendados no den resultados positivos. Un nuevo medicamento denominado tribendimidina, el cual fue aprobado para uso humano en China por el Centro Chino de Control y Prevención de Enfermedades (CCDC, por sus siglas en inglés) en 2004, ha sido sometido a ensayos clínicos que demuestran que son muy eficaces contra los principales trematodos en humanos, ascaris (más del 90 % de tasa de curación) y anquilostomas (más del 82 %). Sin embargo, la tasa de curación es muy baja contra los tricocéfalos (menos del 37 %).

### Intervención quirúrgica
En algunos casos graves de ascariasis, la cantidad de gusanos Ascaris puede causar obstrucción intestinal, siendo necesaria la cirugía de urgencia. La obstrucción puede ser causada por una acumulación de gusanos o por un torsión intestinal. Durante la cirugía, los gusanos pueden ser extraídos manualmente. 

## Epidemiología

### Regiones
Estas infecciones se encuentran distribuidas ampliamente en las áreas tropicales y subtropicales y la mayoría de los casos ocurren en el África subsahariana, América, China y Asia Oriental. 

### Estimación de infectados
La Organización Mundial de la Salud estima que más de mil quinientos millones de personas en todo el mundo (24 % de la población mundial) están infectadas de alguna helmintiasis transmitida por el suelo. Más de 260 millones de niños en edad preescolar y más de 600 millones de niños en edad escolar viven en áreas donde la transmisión de estos parásitos es intensa y, por esta razón, necesitan tratamiento e intervenciones preventivas. Las últimas estimaciones indican que más de 880 millones de niños necesitan tratamiento para infecciones de geohelmintiasis. El desglose de estas cifras es el siguiente, según el tipo de gusano parásito: 
- aproximadamente entre 807 y 1121 millones por ascárides

- aproximadamente entre 576 y 740 millones por anquilostomas

- aproximadamente entre 604 y 795 millones por tricocéfalos

## Muertes
Las estimaciones más recientes indican que el total de muertes anuales directamente atribuibles a la geohelmintiasis asciende a 135.000. Probablemente, el número de muertes causadas por la relación con la desnutrición sea mucho más alto. 